# Броніслави (гміна Сохачев)
Броніслави (пол. Bronisławy) — село в Польщі, у гміні Сохачев Сохачевського повіту Мазовецького воєводства.
Населення — 113 осіб (2011).
У 1975-1998 роках село належало до Скерневицького воєводства.

## Демографія
Демографічна структура станом на 31 березня 2011 року:
|          | Загалом | Допрацездатний вік | Працездатний вік | Постпрацездатний вік |
| -------- | ------- | ------------------ | ---------------- | -------------------- |
| Чоловіки | 54      | 11                 | 37               | 6                    |
| Жінки    | 59      | 12                 | 34               | 13                   |
| Разом    | 113     | 23                 | 71               | 19                   |